# Rahmetullah Berişbek
Rahmetullah Berişbek (* 22. März 1999 in Elmadağ) ist ein türkischer Fußballspieler.

## Karriere

### Verein
Berişbek begann er mit dem Vereinsfußball in der Jugend von Gençlerbirliği Ankara und erhielt hier im Januar 2018 einen Profivertrag. Einen Monat später gab er in der Pokalbegegnung vom 6. Februar 2018 gegen Beşiktaş Istanbul sein Profidebüt.

### Nationalmannschaft
Berişbek startete seine Nationalmannschaftskarriere im Februar 2017 mit einem Einsatz für die türkische U-19-Nationalmannschaft.
Mit ihr nahm er an der U-19-Fußball-Europameisterschaft 2018 teil.

## Erfolge
Mit der türkischen U-19-Nationalmannschaft
- Teilnehmer der U-19-Europameisterschaft: 2018